# Ясен (Плевенская область)
Ясен (болг. Ясен) — село Северно-Центральном регионе Болгарии. Находится в Плевенской области, входит в общину Плевен. Население составляет 2 547 человек.
Село находится на нижнедунайской равнине, на левом берегу притока Дуная — реке Вит, к западу от административного центра общины и области — города Плевен. Ясен находится с южной стороны автотрассы E 83 в 6 км восточнее города Долни-Дыбник и в 5 км западнее Плевена. На южной стороне села есть одноимённая железнодорожная станция на линиях Варна — Плевен и Ясен — Черковица.

## История
Впервые село упоминается в документах в 1826 году.

## Политическая ситуация
В местном кметстве Ясен, в состав которого входит Ясен, должность кмета (старосты) исполняет Тодор Иванов Димитров (партия Болгарских социал-демократов (ПДСД)) по результатам выборов 2007 правления кметства.
Кмет (мэр) общины Плевен — Найден Маринов Зеленогорски (коалиция партий: Демократы за сильную Болгарию (ДСБ), Болгарский земледельческий народный союз (БЗНС), Союз демократических сил (СДС), Демократическая партия (ДП), Национальное движение «Симеон Второй», Болгарская социал-демократическая партия (БСДП), болгарский демократический союз «Радикалы», объединение болгарских националистов «Единая Болгария» (ОБНЦБ)) по результатам выборов 2007 года.